# Orchis occitan
Dactylorhiza occitanica
Espèce
Synonymes
Dactylorhiza elata var. occitanica
(Geniez, Melki, Pain et Soca) P. Delforge, 2011
Statut de conservation UICN

 NT  : Quasi menacé
Statut CITES
L’Orchis occitan ou Dactylorhize d'Occitanie (Dactylorhiza occitanica) est une orchidée terrestre d'aire méditerranéenne, appartenant au genre Dactylorhiza Necker ex Nevski, 1937 et au groupe de l'Orchis élevé (Dactylorhiza elata, (Poir.) Soó, 1962).

## Étymologie
Originaire d'Occitanie, par référence à la localité du type, dans l'Hérault (1987).

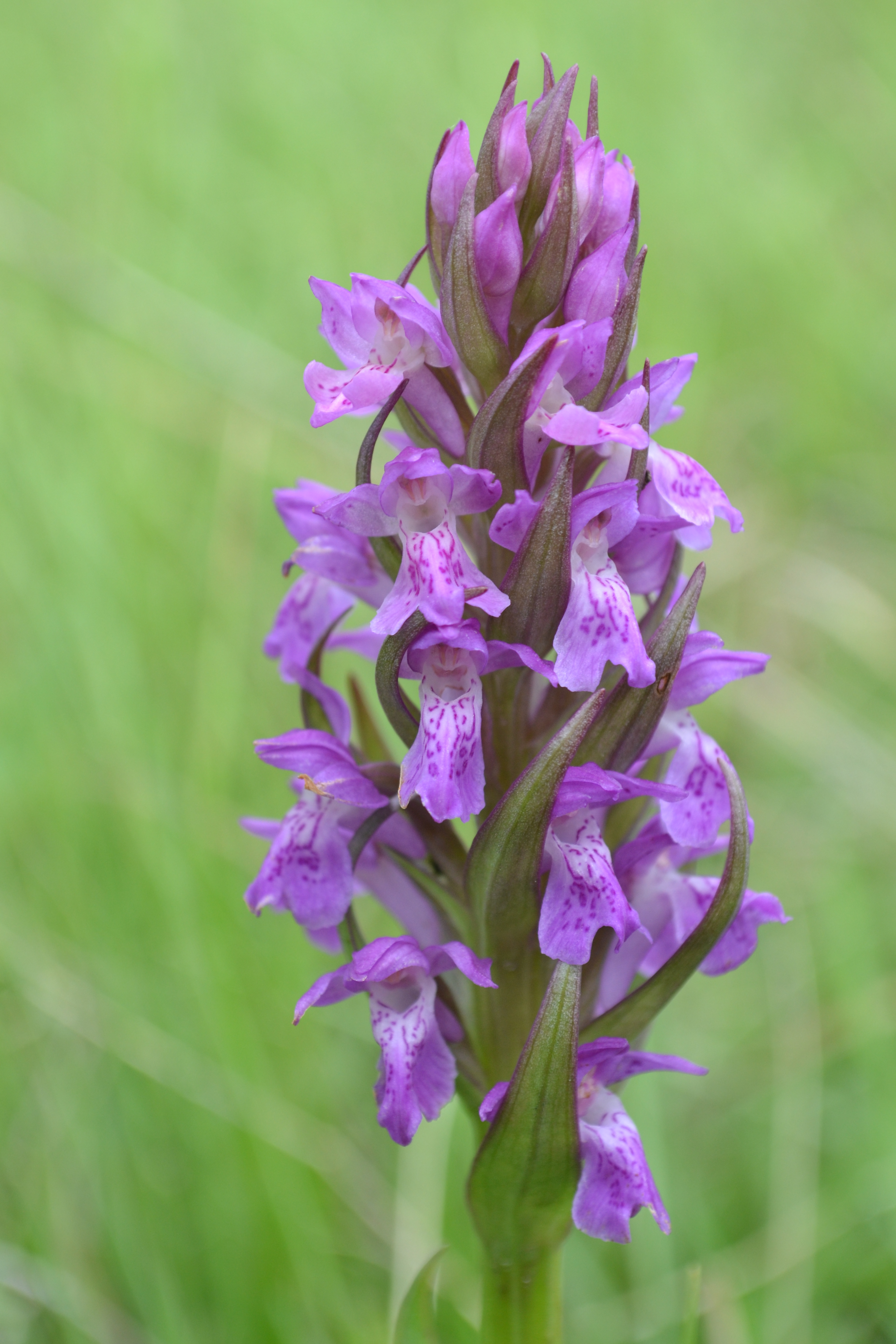
Détail de l'inflorescence (mêmes lieu et date)

## Description
Plante : Port assez élevé, de 20 à 50 cm.
Feuilles : Oblongues à lancéolées, de 4 à 8, le plus souvent non maculées.
Fleurs : En épi dense, jusqu'à 50 environ, de rose à violacé.
Bractées : Ne dépassant généralement pas l'inflorescence.

## Floraison
De fin avril à juin.

## Habitat
Plante de pleine lumière, jusqu'à 400 m, dans des prairies humides à la période de floraison, au substrat le plus souvent alcalin.

## Répartition
Espèce d'aire méditerranéenne, a priori uniquement en France métropolitaine (Hérault, Gard, Bouches-du-Rhône, Var, Vaucluse, Alpes-de-Haute-Provence, Ardèche, Drôme).

## Protection
Espèce menacée par la raréfaction de son biotope (drainages, amendements, urbanisation...), protégée régionalement.
Statut de conservation UICN : Espèce quasi menacée (NT).

## Référence bibliographique
- (fr) Marcel Bournérias, Daniel Prat & al. (collectif de la Société Française d’Orchidophilie), Les Orchidées de France, Belgique et Luxembourg, 2e édition 2005, Biotope (collection Parthénope), Mèze, 504 p.